# Newberry (South Carolina)
Newberry is een plaats (town) in de Amerikaanse staat South Carolina, en valt bestuurlijk gezien onder Newberry County.

## Demografie
Bij de volkstelling in 2000 werd het aantal inwoners vastgesteld op 10.580.
In 2006 is het aantal inwoners door het United States Census Bureau geschat op 10.874, een stijging van 294 (2,8%).

## Geografie
Volgens het United States Census Bureau beslaat de plaats een oppervlakte van
17,0 km², geheel bestaande uit land.

## Plaatsen in de nabije omgeving
De onderstaande figuur toont nabijgelegen plaatsen in een straal van 24 km rond Newberry.